# Antigua i Barbuda na Letnich Igrzyskach Olimpijskich 2004
Antiguę i Barbudę na Letnich Igrzyskach Olimpijskich 2004 reprezentowało 5 zawodników, 3 mężczyzn i 2 kobiety.

## Skład kadry

### Lekkoatletyka
| Zawodnik          | Konkurencja   | Kwal. | Kwal. | Ćwierćfinał            | Ćwierćfinał            | Półfinał               | Półfinał               | Finał                  | Finał                  |
| Zawodnik          | Konkurencja   | Wynik | Poz.  | Wynik                  | Poz.                   | Wynik                  | Poz.                   | Wynik                  | Poz.                   |
| ----------------- | ------------- | ----- | ----- | ---------------------- | ---------------------- | ---------------------- | ---------------------- | ---------------------- | ---------------------- |
| Daniel Bailey     | bieg na 100 m | 10.51 | 6     | → Nie awansował dalej  | → Nie awansował dalej  | → Nie awansował dalej  | → Nie awansował dalej  | → Nie awansował dalej  | → Nie awansował dalej  |
| Brendan Christian | bieg na 200 m | 20.71 | 5     | 20.63                  | 7                      | → Nie awansował dalej  | → Nie awansował dalej  | → Nie awansował dalej  | → Nie awansował dalej  |
| Heather Samuel    | bieg na 100 m | 12.05 | 6     | → Nie awansowała dalej | → Nie awansowała dalej | → Nie awansowała dalej | → Nie awansowała dalej | → Nie awansowała dalej | → Nie awansowała dalej |

### Pływanie
| Zawodnik          | Konkurencje          | Kwal. | Kwal. | Półfinał               | Półfinał               | Finał                  | Finał                  |
| Zawodnik          | Konkurencje          | Wynik | Poz.  | Wynik                  | Poz.                   | Wynik                  | Poz.                   |
| ----------------- | -------------------- | ----- | ----- | ---------------------- | ---------------------- | ---------------------- | ---------------------- |
| Malique Williams  | 50 m stylem dowolnym | 32.86 | 82    | → Nie awansował dalej  | → Nie awansował dalej  | → Nie awansował dalej  | → Nie awansował dalej  |
| Christal Clashing | 50 m stylem dowolnym | 31.55 | 67    | → Nie awansowała dalej | → Nie awansowała dalej | → Nie awansowała dalej | → Nie awansowała dalej |